# Bathanaha (Saptari)
Bathanaha (nep. बथनाहा) – gaun wikas samiti we wschodniej części Nepalu w strefie Sagarmatha w dystrykcie Saptari. Według nepalskiego spisu powszechnego z 2001 roku liczył on 795 gospodarstw domowych i 4403 mieszkańców (2147 kobiet i 2256 mężczyzn).